# Satin
Satin - stratny, własnościowy kodek mowy opracowany przez Microsoft. Satin został zaprojektowany, aby zastąpić wcześniejszy kodek Silk w ich aplikacjach i implementuje sieć neuronową oraz nowatorskie przetwarzanie sygnału, aby poprawić wydajność w porównaniu do swojego poprzednika. 

## Cechy
Satin został zaprojektowany tak, aby dostarczać dobrą jakość dźwięku pomimo ograniczonej przepustowości lub wysokiej utraty pakietów, np. w przypadku zawodnych sieci Wi-Fi lub komórkowych.  Satin może generować wyjściowe przepływności bitowe od 6 do 36 kbit/s i działa na dźwięku superszerokopasmowym (częstotliwość próbkowania 32 kHz). Dźwięk jest kodowany poprzez przetwarzanie rozproszonej reprezentacji sygnału wejściowego, a następnie dekodowany za pomocą sieci neuronowej, która wnioskuje o wysokich częstotliwościach z niskich.  Ponieważ sieci neuronowe są złożone obliczeniowo, optymalizacja i wektoryzacja sieci były wymagane w celu osiągnięcia akceptowalnej wydajności.  Aby zwiększyć odporność na utratę pakietów, każdy pakiet jest kodowany niezależnie, a kodek ma własny system ukrywania utraty pakietów. 

## Historia
Silk został opracowany przez Skype i może kompresować szerokopasmową mowę do 14 kbit/s. Satin jest uważany za następcę Silk i został pierwotnie ogłoszony i wdrożony dla Microsoft Teams w 2020 roku. Od lutego 2021 roku był używany do wszystkich połączeń dwukierunkowych zarówno w Teams, jak i Skype.  Według Microsoftu, przyszła wersja doda obsługę muzyki w pełnym paśmie stereo przy przepływności bitowej co najmniej 17 kbit/s. 

## Jakość
Microsoft twierdzi, że jakość Satina jest znacznie lepsza niż Silk, osiągając średnie wyniki opinii nawet o 1,7 punktu wyższe w testach A/B przy niskiej przepływności bitowej.  Microsoft zauważa również, że oszczędności przepływności bitowej Satina pozwalają na wysyłanie większej ilości redundantnych (naprawczych) danych w celu zwiększenia odporności na utratę pakietów. 

## Wsparcie
Od lutego 2021 r. w Skype i Microsoft Teams wprowadzono Satin do wszystkich rozmów dwuosobowych, a planowane jest rozszerzenie tej funkcji na większe spotkania w Teams. 